# Luxuriance accidentelle du rébus aqueux translucide
Pour plus de détails, voir Fiche technique et Distribution.
Luxuriance accidentelle du rébus aqueux translucide (Slučajna raskoš prozirnog vodenog rebusa) est un film croate réalisé par Dalibor Barić, sorti en 2020.

## Synopsis
Martin, un fugitif, et Sara, une artiste conceptuelle, sont réfugiés à la campagne et essaient de lancer une révolution contre le système.

## Fiche technique
- Titre : Luxuriance accidentelle du rébus aqueux translucide
- Titre original : Slučajna raskoš prozirnog vodenog rebusa
- Réalisation : Dalibor Barić
- Scénario : Dalibor Barić
- Musique : Dalibor Barić
- Montage : Dalibor Barić
- Production : Ivan Katic
- Société de production : Kaos
- Pays :  Croatie
- Genre : Animation, fantastique, thriller et expérimental
- Durée : 81 minutes
- Dates de sortie : 
  -  France : 15 juin 2020 (Festival international du film d'animation d'Annecy)

## Distribution
- Rakan Rushaidat
- Ana Vilenica
- Frano Mašković
- Nikša Marinović
- Mario Kovač
- Željka Veverec
- Boris Bakal
- Pavlica Bajsic

## Production
Le film a été principalement fabriqué par son réalisateur Dalibor Barić. Il utilise de nombreuses techniques visuelles : collage, rotoscopie et found footage,. Le budget de film est de 20 000 euros.

## Distinctions
Le film a été présenté dans la section Contrechamp du Festival international du film d'animation d'Annecy 2020.